# Gare de Genval
La gare de Genval est une gare ferroviaire belge de la ligne 161 de Bruxelles à Namur, située dans la localité de Genval, sur le territoire de la commune de Rixensart dans le Brabant wallon en Région wallonne. C'est le deuxième établissement ferroviaire de la commune avec la gare de Rixensart.
Mise en service en 1889 en tant que simple arrêt, elle possède un bâtiment remarquable construit en 1910.
C'est une gare voyageurs de la Société nationale des chemins de fer belges (SNCB) desservie par des trains Suburbains (S) des lignes S8 et S81 du RER bruxellois.

## Situation ferroviaire
Établie à 76 mètres d'altitude, la gare de Genval est située au point kilométrique (PK) 23,355 de la ligne 161 de Bruxelles à Namur, entre les gares de La Hulpe et de Rixensart.

## Histoire
Le 9 juin 1855, lorsque la Grande compagnie du Luxembourg ouvre à l'exploitation la section de La Hulpe à Gembloux, il n'y a pas de station au village de Genval. Les gares les plus proches se trouvent à La Hulpe et Rixensart.
La desserte du village ne débute le 2 juin 1889 avec l'ouverture d'un simple « point d'arrêt » par les Chemins de fer de l'État belge, qui ont repris la ligne de la Grande compagnie du Luxembourg en difficulté financière. Il devient une halte, dépendant de La Hulpe, le 15 février 1897 et devient une station le 1er octobre 1905. Le premier bâtiment, sans doute construit vers 1900, est de type « halte État belge plan type 1893 » avec un corps central à quatre ouvertures encadré par deux petites ailes asymétriques, fort proche de celui qui avait été édifié à Profondsart. Il deviendra ensuite le bâtiment de la gare des marchandises.
Le deuxième bâtiment de style éclectique est établi à proximité du premier vers 1910 (une gravure au-dessus de l'entrée indique cette année). Réalisé par le « sous-chef de section » G. De Lulle, qui adapte les caractéristiques de la villa bourgeoise à une utilisation ferroviaire,. Elle possède un certain nombre de similarités avec la gare de Jurbise.

Les deux bâtiments de la gare
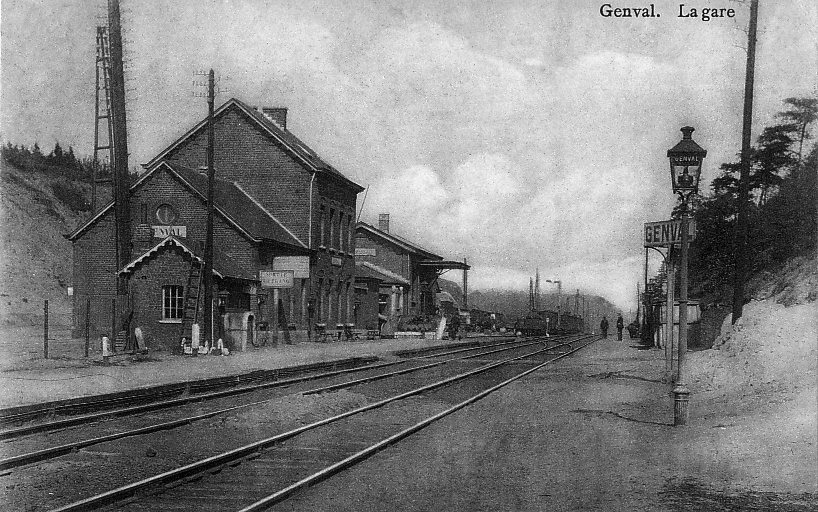
Le premier vers 1900.
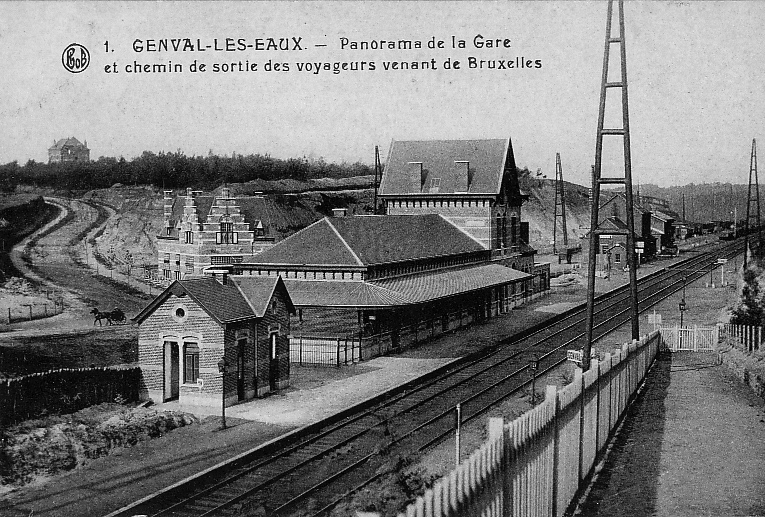
Les deux vers 1920.
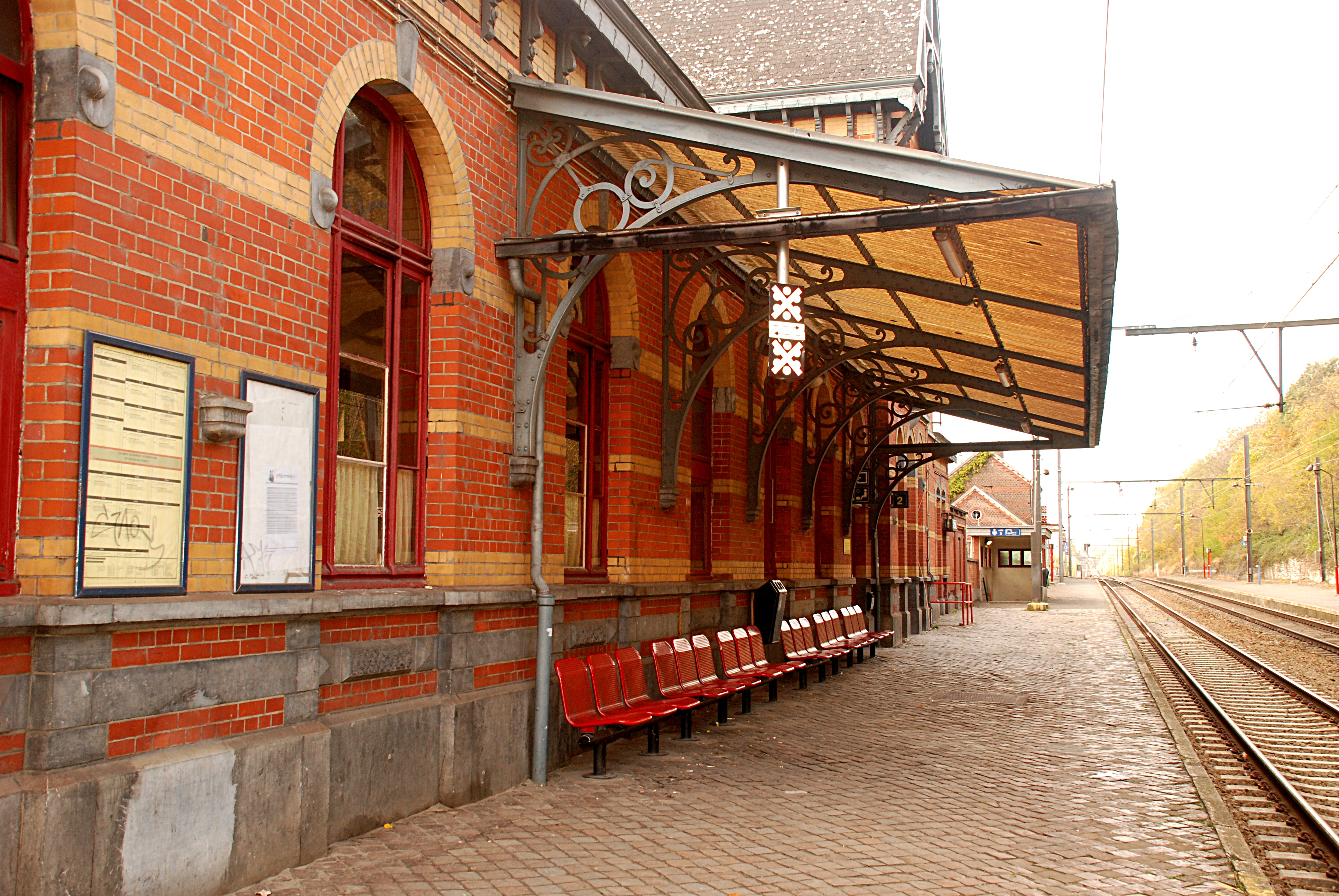
La marquise en fer forgé en 2008.

Une halle à marchandises standard est érigée près de la première gare, elle verra par la suite sa superficie doublée et sera complétée plus tard par un grand hangar en briques et pans de fer, ce qui témoigne d'un important volume de marchandises acheminées depuis la gare de Genval.
Au début du XXIe siècle, l'aménagement de la ligne à quatre voies entre Watermael-Boitsfort et Ottignies nécessite d'importants travaux de réaménagement de la gare. Le projet prévoit un grand parking, de 570 places, sur plusieurs niveaux créé en partie au-dessus des voies. Le parking permettra un accès directe aux quais par escaliers ou ascenseurs. Une gare routière sera ensuite établie sur l'emplacement de l'ancien parking pour les véhicules. L'aménagement doit être complété par des installations pour les vélos et des places de parking de courte durée. Les travaux de génie civil concernant ce chantier sont exécutés de 2009 à 2013. Pendant ces travaux a lieu la démolition du premier bâtiment de la gare et des halles à marchandises.

## Service des voyageurs

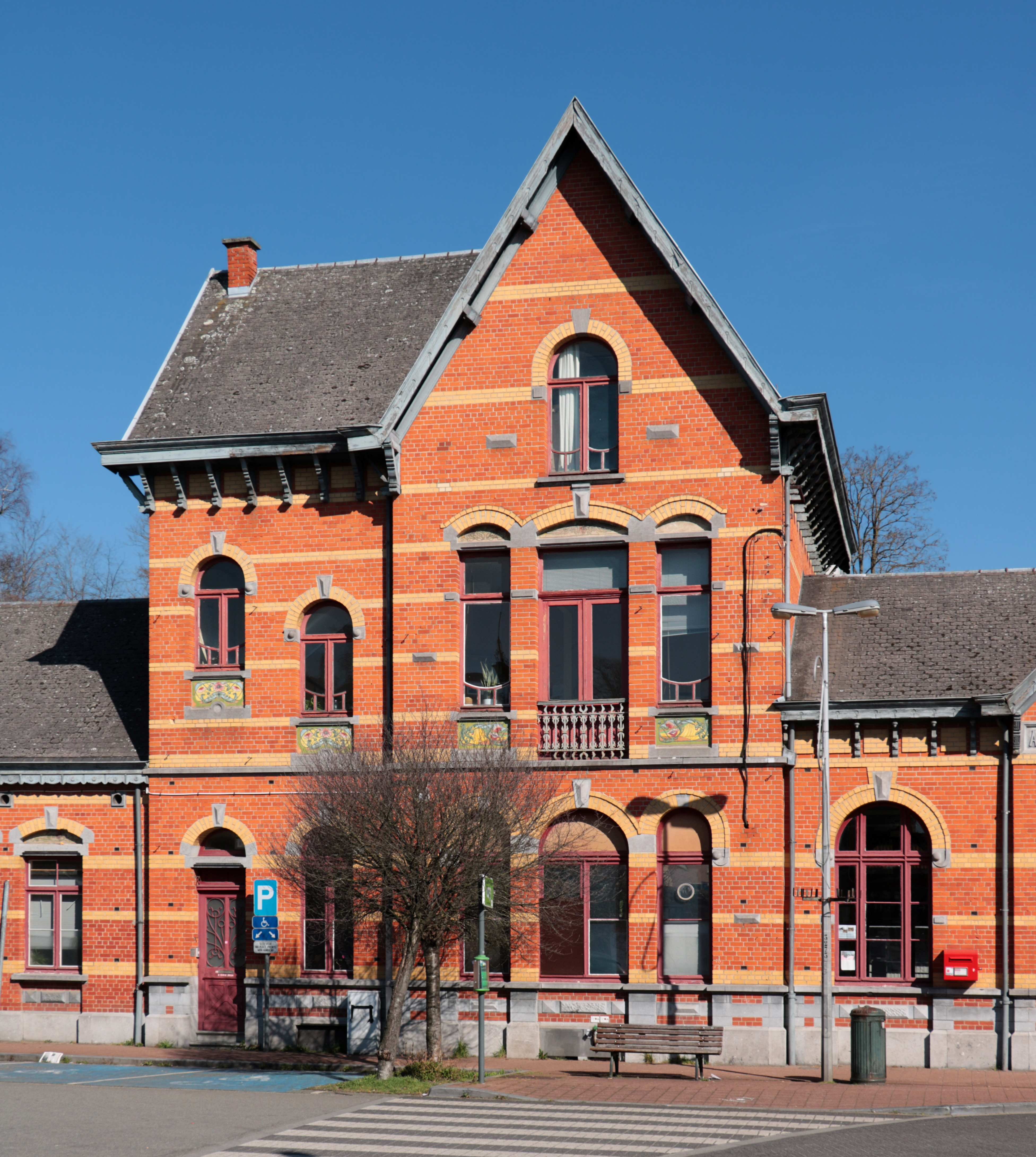
Corps de logis du bâtiment principal.

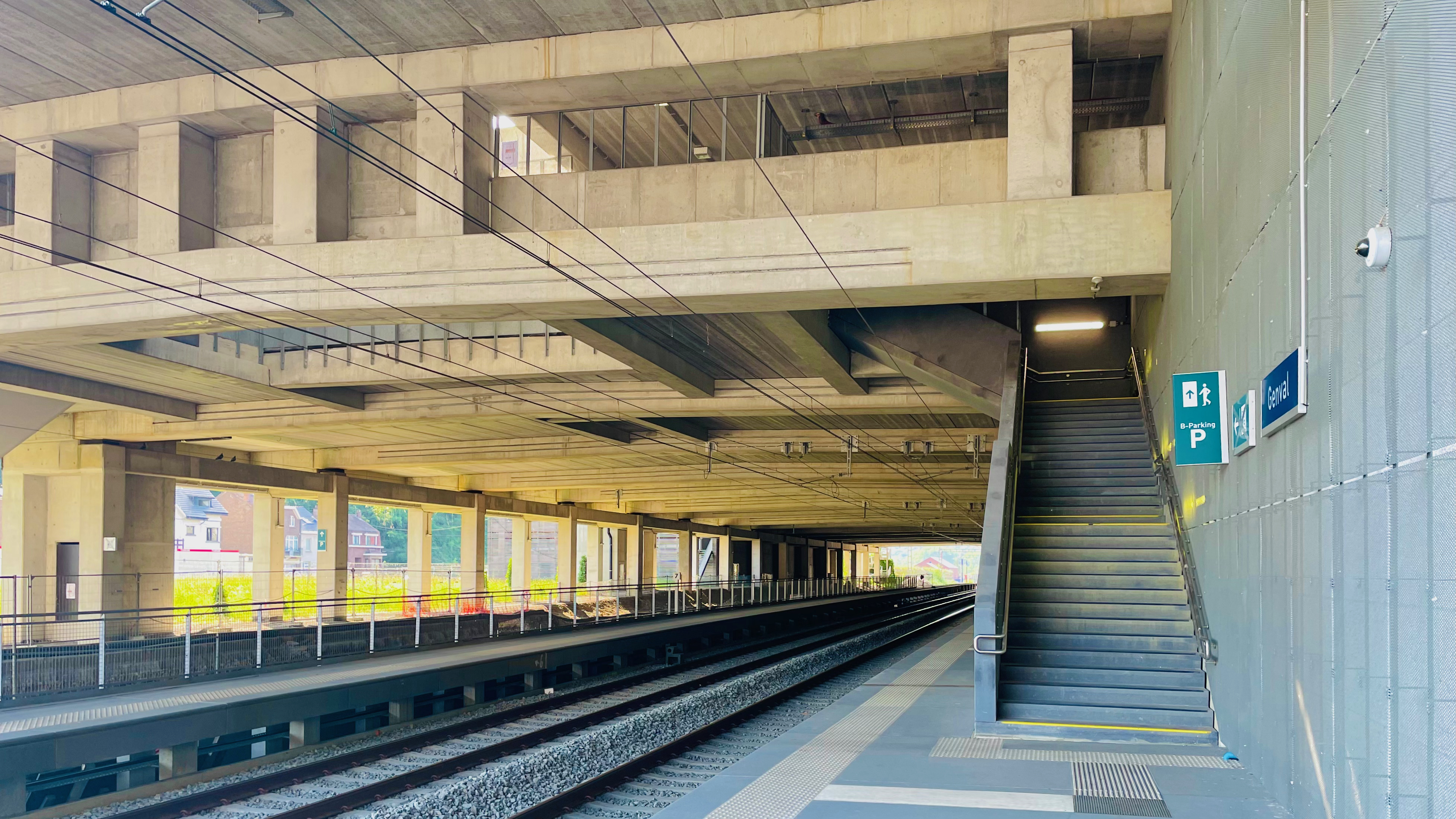
Nouveaux quais.

### Accueil
Gare voyageurs de la SNCB, elle dispose d'un bâtiment voyageurs, avec guichets, ouvert du lundi au vendredi. Elle est équipée d'un automate pour l'achat de titres de transport. Un buffet est présent dans la gare.

### Desserte
Genval est desservie par des trains Suburbains (S) des lignes S8 et S81 du RER bruxellois (voir brochure SNCB,).
En semaine, la desserte comprend deux trains S8 par heure dans chaque sens : le premier relie Louvain-la-Neuve à Zottegem via Bruxelles-Midi et Denderleeuw ; le second Ottignies à Bruxelles-Midi, certains allant également jusque Louvain-la-Neuve en heure de pointe (tôt le matin, un des trains S8 est prolongé au départ de Namur et un autre au départ de Grammont avec trajet retour vers Grammont l’après-midi).
Des trains supplémentaires S81 s’arrêtent à Genval :
- le matin, un train entre Schaerbeek et Louvain-la-Neuve ;
- le matin, deux trains entre Ottignies et Schaerbeek ;
- l’après-midi, deux trains entre Schaerbeek et Ottignies.

Les week-ends et jours fériés, la desserte comprend un train S8 par heure entre Ottignies et Bruxelles-Midi.

### Intermodalité
Un parc pour les vélos (gratuit) et des parkings pour les véhicules (payant et gratuit) y sont aménagés.
Elle est desservie par des bus et un service de navettes minibus pour les navetteurs aux heures de pointe.

## Comptage voyageurs
Ce graphique et tableau montre le nombre de voyageurs embarquant en moyenne durant la semaine, le samedi et le dimanche.
| Nombre de passagers qui embarquent à la gare de Genval | Nombre de passagers qui embarquent à la gare de Genval | Nombre de passagers qui embarquent à la gare de Genval | Nombre de passagers qui embarquent à la gare de Genval |
|                                                        | Semaine                                                | Samedi                                                 | Dimanche                                               |
| ------------------------------------------------------ | ------------------------------------------------------ | ------------------------------------------------------ | ------------------------------------------------------ |
| 1977                                                   | 1 766                                                  | 276                                                    | 185                                                    |
| 1978                                                   | 1 469                                                  | 373                                                    | 255                                                    |
| 1979                                                   | 1 608                                                  | 412                                                    | 247                                                    |
| 1980                                                   | 1 443                                                  | 392                                                    | 236                                                    |
| 1981                                                   | 1 362                                                  | 317                                                    | 285                                                    |
| 1982                                                   | 1 365                                                  | 292                                                    | 221                                                    |
| 1983                                                   | 1 342                                                  | 280                                                    | 179                                                    |
| 1984                                                   | 928                                                    | 233                                                    | 176                                                    |
| 1985                                                   | 969                                                    | 267                                                    | 193                                                    |
| 1986                                                   | 842                                                    | 230                                                    | 181                                                    |
| 1987                                                   | 761                                                    | 308                                                    | 221                                                    |
| 1988                                                   | 833                                                    | 244                                                    | 222                                                    |
| 1989                                                   | 1 034                                                  | 280                                                    | 163                                                    |
| 1990                                                   | 795                                                    | 271                                                    | 179                                                    |
| 1991                                                   | 999                                                    | 293                                                    | 222                                                    |
| 1992                                                   | 1 050                                                  | 240                                                    | 197                                                    |
| 1993                                                   | 1 162                                                  | 269                                                    | 191                                                    |
| 1994                                                   | 1 292                                                  | 290                                                    | 194                                                    |
| 1995                                                   | 1 248                                                  | 319                                                    | 229                                                    |
| 1996                                                   | 1 312                                                  | 328                                                    | 200                                                    |
| 1997                                                   | 1 185                                                  | 307                                                    | 250                                                    |
| 1998                                                   | 1 363                                                  | 298                                                    | 267                                                    |
| 1999                                                   | 1 265                                                  | 263                                                    | 196                                                    |
| 2000                                                   | 1 353                                                  | 319                                                    | 314                                                    |
| 2001                                                   | 1 414                                                  | 340                                                    | 250                                                    |
| 2002                                                   | 1 419                                                  | 397                                                    | 262                                                    |
| 2003                                                   | 1 418                                                  | 336                                                    | 266                                                    |
| 2004                                                   | 1 642                                                  | 376                                                    | 264                                                    |
| 2005                                                   | 1 729                                                  | 510                                                    | 346                                                    |
| 2006                                                   | 1 799                                                  | 474                                                    | 300                                                    |
| 2007                                                   | 1 734                                                  | 448                                                    | 296                                                    |
| 2008                                                   | -                                                      | -                                                      | -                                                      |
| 2009                                                   | 1 738                                                  | 368                                                    | 273                                                    |
| 2010                                                   | -                                                      | -                                                      | -                                                      |
| 2011                                                   | -                                                      | -                                                      | -                                                      |
| 2012                                                   | 1 681                                                  | 367                                                    | 282                                                    |
| 2013                                                   | 1 590                                                  | 300                                                    | 285                                                    |
| 2014                                                   | 1 645                                                  | 336                                                    | 253                                                    |
| 2015                                                   | 1 421                                                  | 295                                                    | 228                                                    |
| 2016                                                   | 1 651                                                  | 212                                                    | 212                                                    |
| 2017                                                   | 1 668                                                  | 322                                                    | 254                                                    |
| 2018                                                   | 1 308                                                  | 428                                                    | 314                                                    |
| 2019                                                   | 1 493                                                  | 378                                                    | 391                                                    |
| 2020                                                   | 915                                                    | 274                                                    | 256                                                    |
| 2021                                                   | -                                                      | -                                                      | -                                                      |
| 2022                                                   | 1 513                                                  | 486                                                    | 492                                                    |
| 2023                                                   | 1 402                                                  | 434                                                    | 353                                                    |
| 2024                                                   | 1 472                                                  | 382                                                    | 307                                                    |

## Patrimoine ferroviaire
Le bâtiment de 1910, dû à l'architecte G. De Lulle est de style éclectique avec des éléments de décoration Art nouveau.
Construit de briques orange avec des bandeaux de briques jaunes, il est élaboré en tenant compte du modèle standard de l'État avec un corps central élevé prolongé par deux ailes basses asymétriques, de deux travées à gauche et sept travées à droite dont l'une, surmontée par un grand fronton, donne accès à la salle des guichets. Du côté des voies le quai est couvert par une marquise en fer forgé typique de la Belle Époque.
La décoration Art nouveau qui orne la façade principale est constituée de quatre panneaux de céramiques représentant des pavots, de quatre sgraffites floraux et d'un sgraffite représentant une « roue ailée ». Ce dernier est particulier puisque la « roue ailée » est le symbole du chemin de fer depuis ses débuts, au XIXe siècle. Cette « roue ailée » est une allusion à Hermès, dieu des voyageurs de la Grèce antique.

Ornementations de la façade principale
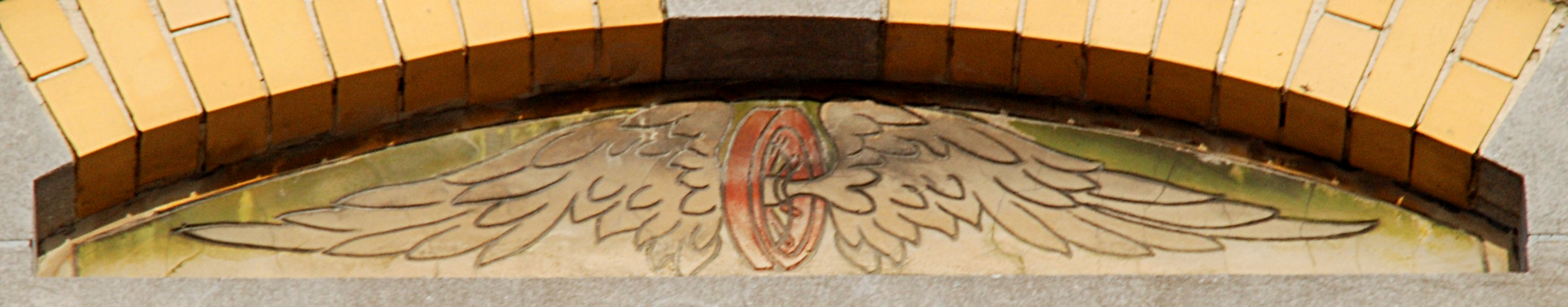
Sgraffite « roue ailée ».
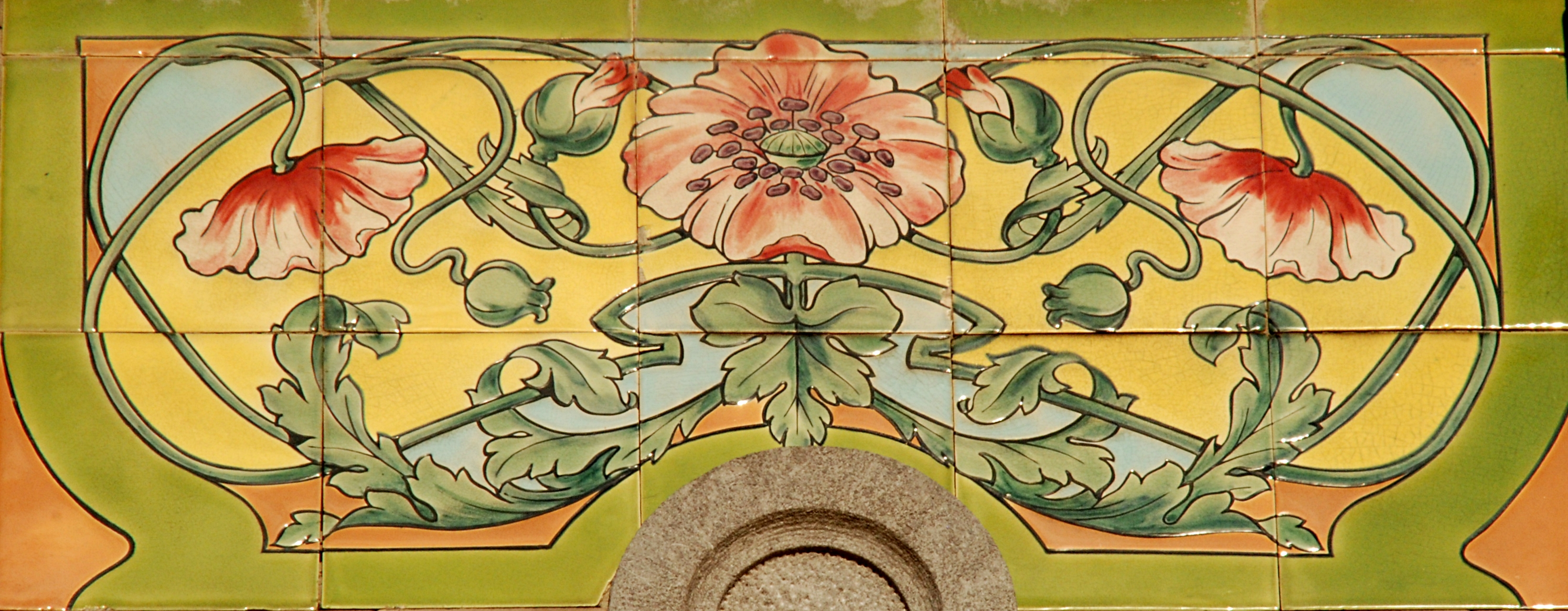
Céramique aux pavots.

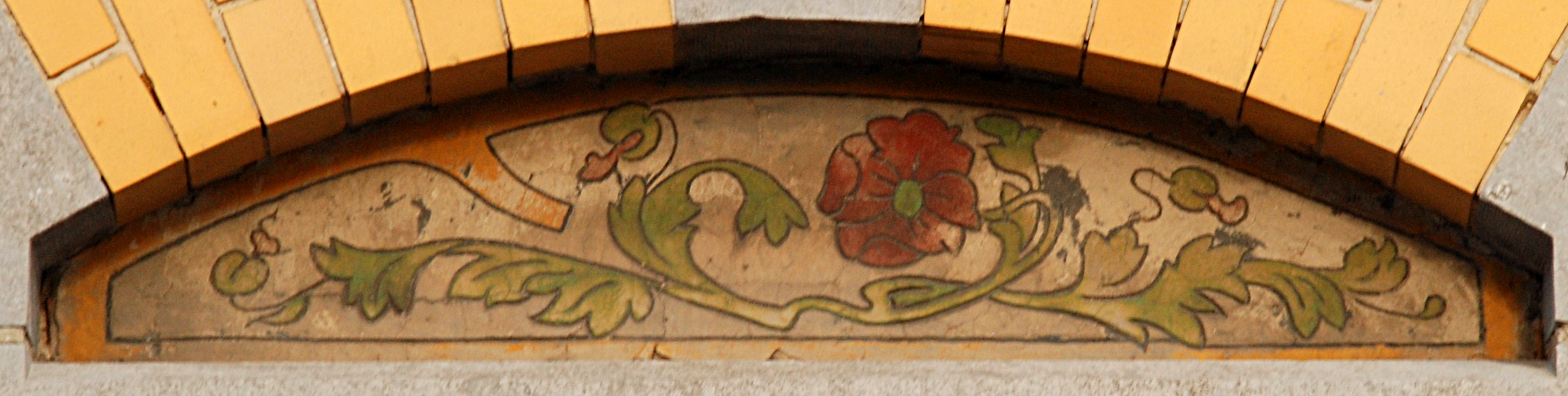
Sgraffite floral.
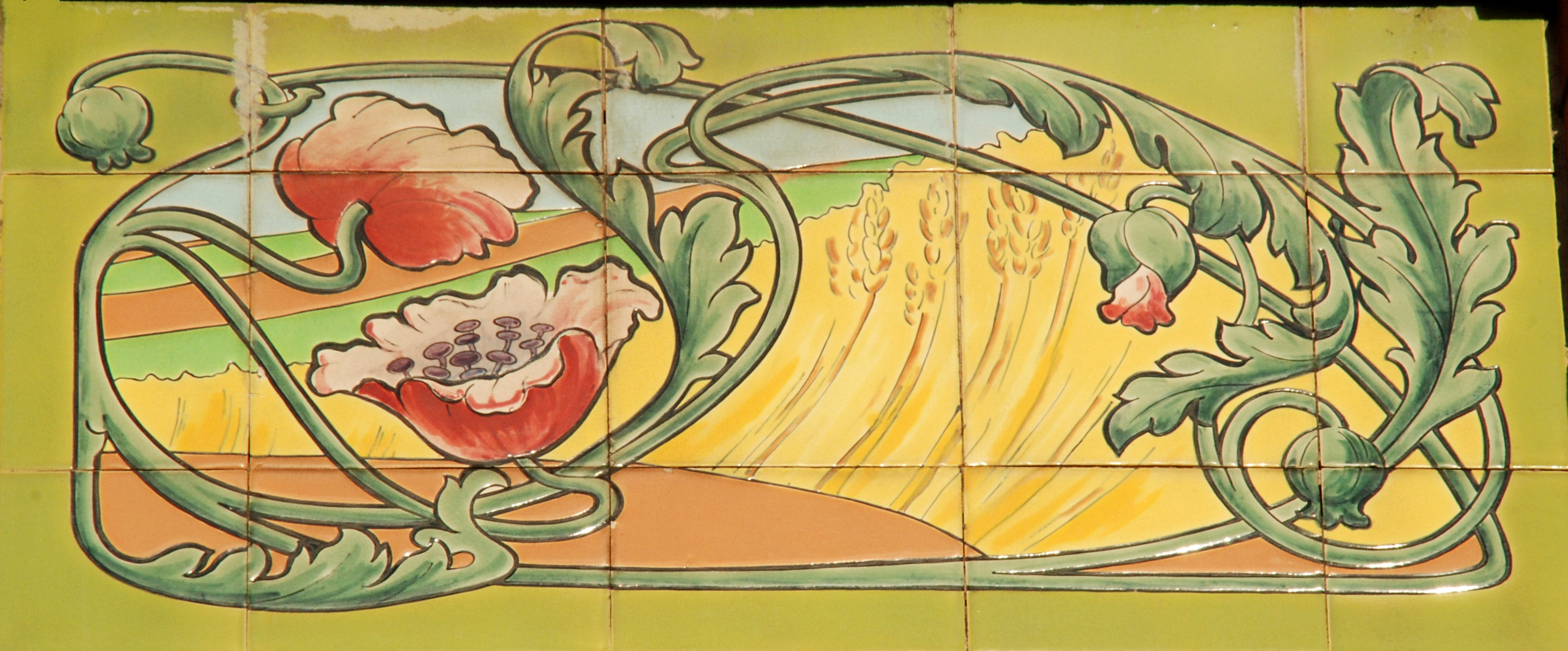
Céramique aux pavots située près du balcon.

Les gares de style éclectique sont très rares en Belgique et correspondent à une période très courte au cours de laquelle la majorité des gares qui furent édifiées suivaient un plan standard (type 1881, type 1893 ou type 1895). Quelques gares de style éclectique qui s'écartaient de ce plan furent néanmoins édifiées entre-autres à Genval mais aussi à Jurbise, Houyet et Beauraing (ces deux dernières étaient quasi identiques) ou encore à Willebroek (sur la ligne de la compagnie privée de la Société Anonyme du Chemin de Fer International de Malines à Terneuzen).